# Maguilaura Frías
Maguilaura Dessire Frías Pomiano (Lima, 28 de mayo de 1997) es una voleibolista peruana que juega como Opuesta y que forma parte de la Selección femenina de voleibol del Perú. Maguilaura fue parte del equipo que ganó la medalla de oro en el  Sudamericano de Menores del 2012, la primera medalla de oro para el Vóley Peruano en esa categoría después de 32 años y la primera medalla de oro en cualquier categoría después de 19 años. Su equipo actual es Turkuaz Seramik de Turquía.

## Carrera

### 2011: Una Nueva Esperanza
En el mes de noviembre de ese año formó parte del equipo que participó en el Sudamericano Infantil del 2011 realizado en el Estadio Municipal Sergio Matto de Canelones, Uruguay; en el cual se le ganó después de muchos años a Brasil, en un partido para definir al primero del grupo, suceso que devolvió la esperanza a todo un país en este deporte y ganándose desde allí la fe de miles de aficionados, aunque después se perdiera la final con ese mismo equipo quedando así en el segundo puesto de la competencia. Magui fue la opuesta titular del equipo, su gran fuerza y su excelente técnica ayudó a que el equipo realizara un excelente papel en el torneo.

### 2012: Oro Sudamericano
En el mes de octubre formó parte del equipo juvenil subcampeón sudamericano clasificado al Mundial Juvenil de República Checa; pero al mes siguiente en la categoría sub-18 Maguilaura fue la opuesta titular del equipo que ganó la medalla de oro en el Sudamericano de Menores del 2012, clasificatorio al Mundial de Menores Tailandia 2013; la primera medalla de oro para el Vóley Peruano en esa categoría después de 32 años y la primera medalla de oro en cualquier categoría después de 19 años.

## Clubes
| Club                     | País    | Año       |
| ------------------------ | ------- | --------- |
| Sporting Cristal         | Perú    | 2011-2014 |
| Universidad San Martín   | Perú    | 2014-2020 |
| Turkuaz Seramik          | Turquía | 2020      |
| Alianza Lima             | Perú    | 2021      |
| CAV Esquimo Dos Hermanas | España  | 2022-?    |

## Resultados

### Premios Individuales
- "Mejor Ataque" de la Liga Nacional de Voleibol Femenino 2013-2014
- "Mejor Atacante Opuesta" de la Liga Nacional de Voleibol Femenino 2013-2014
- "Mejor Atacante Opuesta" del Campeonato Sudamericano de Voleibol Femenino Sub-20 2014
- "Mejor Atacante Opuesta" de la Liga Nacional de Voleibol Femenino 2014-2015
- "Mejor Atacante Punta" de la Copa Latina Sub-20 2015
- "Mejor Recepción" de la Copa Latina Sub-20 2015
- "Mejor Atacante Punta" de la Clasificación de la CSV para la Copa Mundial de Voleibol Femenino de 2015

### Selección nacional

#### Categoría Mayores
- 2013:  "Campeona",  Juegos Bolivarianos 2015
- 2014: 18.º puesto,  Grand Prix de Voleibol de 2014
- 2014: 9.º puesto,  Copa Panamericana de Voleibol de 2014
- 2015: 9.º puesto,  Copa Panamericana de Voleibol de 2015
- 2015: 7.º puesto,  Juegos Panamericanos de 2015
- 2015: 22.º puesto,  Grand Prix de Voleibol de 2015
- 2015:  "SubCampeona",  Clasificación de la CSV para la Copa Mundial de Voleibol Femenino de 2015
- 2015: 11.º puesto,  Copa Mundial de Voleibol Femenino de 2015
- 2015:  "Subcampeona",  Sudamericano de Voleibol Femenino Colombia 2015

#### Categoría Sub-23/22
- 2012: 4.º puesto Copa Panamericana Perú 2012
- 2013:  "Tercera",  Sudamericano Sub-22 Colômbia 2014
- 2014: 4.º puesto Copa Panamericana Perú 2014
- 2015: 9.º puesto,  Campeonato Mundial de Voleibol 2015
- 2016:  "Tercera",  Sudamericano Sub-22 Colômbia 2016

#### Categoría Sub-20 | Juvenil
- 2012:  "Subcampeona",  Sudamericano Juvenil Perú 2012
- 2013: 4.º puesto,  Copa Panamericana Juvenil Cuba 2013
- 2013: 12.º puesto,  Campeonato Mundial de Voleibol 2013
- 2014:  "Campeona",  Copa Final Four
- 2014:  "Subcampeona",  Sudamericano Juvenil Perú 2014
- 2015:  "Campeona",  Copa Latina 2015
- 2015: 6.º puesto,  Campeonato Mundial de Voleibol 2015

#### Categoría Sub-18 | Menor
- 2012:  "Campeona",  Sudamericano Menores Perú 2012
- 2013: 4.º lugar,  Mundial de Menores Tailandia 2013

#### Categoría Sub-16 | Infantil
- 2011:  "Subcampeona",  Sudamericano Infantil Uruguay 2011

### Clubes
- 2011: 5.º Lugar, Liga Nacional Juvenil 2011 con Sporting Cristal
- 2012:"Subcampeona", Liga Nacional Juvenil 2012 con Sporting Cristal
- 2014:"Campeona", Liga Nacional Superior Temporada 2014/2015 con Universidad San Martín
- 2015:  "Tercera", Campeonato Sudamericano de Clubes con Universidad San Martín
- 2015:"Campeona", Liga Nacional Superior Temporada 2015/2016 con Universidad San Martín
- 2016:  "Subcampeona", Campeonato Sudamericano de Clubes con Universidad San Martín